# Shorea seminis
Shorea seminis är en tvåhjärtbladig växtart som först beskrevs av De Vriese, och fick sitt nu gällande namn av V. Slooten. Shorea seminis ingår i släktet Shorea och familjen Dipterocarpaceae. Inga underarter finns listade i Catalogue of Life.